# Un seul deviendra invincible
Série
Un seul deviendra invincible : Dernier Round
(2006)
Pour plus de détails, voir Fiche technique et Distribution.
Un seul deviendra invincible ou Invincible au Québec (Undisputed) est un film américano-germanique réalisé par Walter Hill et sorti en 2002.
Le film connaitra plusieurs suites, dont la première Un seul deviendra invincible : Dernier Round, sort en 2006.

## Synopsis
George Chambers, surnommé « Iceman », champion de boxe dans la catégorie poids lourds, est accusé d'un viol qu'il nie vigoureusement avoir commis. Il n'accepte pas le fait de ne pouvoir préserver son statut de champion invaincu, au moment même où sa carrière de boxeur professionnel est à son sommet.
Dans un pénitencier où il va bientôt être transféré, Monroe Hutchen, boxeur dans la catégorie mi-lourds, purge une peine de prison à vie pour un crime passionnel. Ce dernier se demande s'il serait capable de faire carrière dans cette discipline sportive et de rencontrer Iceman au cours d'un combat...

## Fiche technique
- Titre original : Undisputed
- Titre français : Un seul deviendra invincible
- Titre québécois : Invincible
- Réalisation : Walter Hill
- Scénario : David Giler et Walter Hill
- Musique : Stanley Clarke
- Direction artistique : Michael D. Costello et Allen Terry
- Décors : Maria Caso
- Costumes : Barbara Inglehart
- Photographie : Lloyd Ahern II
- Son : Jeffrey Perkins, Samuel Lehmer
- Montage : Freeman A. Davies et Phil Norden
- Production : David Giler†, Walter Hill, Brad Krevoy et Andrew Sugerman

Producteur exécutif : Michael P. Flannigan
Production déléguée : Avi Lerner, Wesley Snipes, Boaz Davidson, Danny Dimbort,
Production déléguée : Sandra Schulberg, Trevor Short, John Thompson et Rudolf G. Wiesmeier
Production associée : Anthony Hartman
Coproduction déléguée : Jason E. Frankel
- Sociétés de production[1] :
  - États-Unis : A Band Apart, Miramax, RadicalMedia, Amen Ra Films, Hollywood Partners, Millennium Films, Motion Picture Corporation of America (MPCA) et Undisputed Productions
  - Allemagne : Hollywood Partners Munich[2].
- Distribution : Millennium Films, Miramax (États-Unis), Steward (France)
- Pays de production :  États-Unis,  Allemagne
- Langues originales : anglais, allemand
- Genre : action, drame, sport
- Durée : 96 minutes
- Dates de sortie[3] :
  - France : 17 juillet 2002
  - États-Unis : 23 août 2002
  - Allemagne : 3 décembre 2002 (sortie directement en DVD)
- Classification[4] :
  -  États-Unis : Interdit aux moins de 17 ans (certificat #38662) (R – Restricted) [Note 1].
  -  Allemagne : Interdit aux moins de 12 ans (FSK 12) (Evaluation DVD).
  -  France : Tous publics (visa d'exploitation no 102752 délivré le 2 juillet 2002)[5]

## Distribution
- Wesley Snipes (VF : Philippe Résimont) : Monroe Hutchen
- Ving Rhames : George « Iceman » Chambers
- Peter Falk (VF : Gérard Boucaron) : Mendy Ripstein
- Michael Rooker : A. J. Mercker
- Wes Studi : Mingo Pace
- Fisher Stevens : Ratbag Dolan
- Master P : Gat Boyz Rapper 1
- Ed Lover : Marvin Bonds
- Jon Seda : Jesus « Chuy »
- Dayton Callie (VF : Dominique Collignon-Maurin) : Yank Lewis
- Johnny Williams : Al
- Nils Allen Stewart : Vern Van Zandt
- Denis Arndt : Warden Dick Lipscom
- Michael Bailey Smith : Willard Betchel

## Production

### Genèse et développement
Le réalisateur Walter Hill avoue que l'intrigue du film est inspiré de la vie et des déboires du boxeur Mike Tyson. Mais comme un film biographique sur lui était un temps prévu, Walter Hill et David Giler ont préféré s'éloigner de sa vie et inventer une histoire fictive.
Emanuel Steward, ancien boxeur et entraineur, a servi de conseiller technique pour les combats.

### Tournage
Le tournage a eu lieu à Las Vegas, notamment dans le véritable pénitencier High Desert State Prison. Les membres de l'équipe de tournage et les acteurs avaient préalablement  été soumis à une enquête poussée du FBI. De plus, les véritables détenus de la prison étaient habillés en bleu, alors que l'équipe du film disposait de vêtements d'autres couleurs, pour éviter toute confusion.

## Bande originale
L'album de la bande originale est édité par le label Cash Money Records. Il contient des chansons de rap, notamment du supergroupe Cash Money Millionaires.
Liste des titres
1. "Undisputed" - 3:48 (Cash Money Millionaires) (produit par Mannie Fresh)
2. "We Drop It" - 3:59 (Big Tymers, Lac & Stone) (produit par Mannie Fresh)
3. "Let Me Ride" - 3:50 (Trick Daddy & Rick Ross) (produit par Cool and Dre)
4. "Real Talk" - 3:46 (Lil Wayne) (produit par Mannie Fresh)
5. "How Did I" - 4:23 (Carl Thomas) (produit par Carl Thomas et Vato)
6. "Hungry" - 4:05 (Bubba Sparxxx) (produit par Duddy Ken)
7. "Everyday" - 3:43 (Mikkey) (produit par Mannie Fresh)
8. "Shorty Down" - 3:35 (Teena Marie) (produit par Teena Marie & Pamela Williams)
9. "So Gangsta" - 4:05 (Gillie Da Kid & Major Figgas) (produit par Mannie Fresh)
10. "Ride Together" - 3:27 (Boo & Gotti feat. Baby) (produit par Mannie Fresh)
11. "I Walk It" - 3:56  (Baby, Stone, Gillie Da Kid & Lac) (produit par Mannie Fresh)
12. "Think About You (Looking Through the Window)" - 4:18 (TQ) (produit par TQ)
13. "If You Don't Know by Now" - 2:51 (Erick Sermon) (produit par Erick Sermon)
14. "Que la Cosa" - 3:33 (Petey Pablo) (produit par Punch)
15. "Go Hard" - 3:59 (Benzino) (produit par Hangmen 3)
16. "Daddy's Little Girl" - 4:11 (Christina) (produit par Mannie Fresh)
17. "Bout My Paper" - 3:58 (Baby, Kandi, Duke & Big Gee) (produit par Jazze Pha)
18. "Time Has Come Today" - 3:24 (T-Players) (produit par Stanley Clarke)
19. "In Here" - 3:36 (B.E.C.) (produit par Stanley Clarke)
20. "If U Wanna Know" - 3:36 (B.E.C. & Universal) (produit par Stanley Clarke)
21. "Man Up" - 3:31 (Result) (produit par Stanley Clarke)

## Distinctions
Entre 2002 et 2003, Un seul deviendra invincible a été sélectionné 2 fois dans diverses catégories et n'a remporté aucune récompense.

### Nominations
- The Stinkers Bad Movie Awards 2002 : Pire acteur dans un second rôle pour Peter Falk.
- Prix Bobine Noire 2003 : Meilleur acteur pour Wesley Snipes.

## Suites
Le film connait trois suites, sorties directement en vidéo. Un seul deviendra invincible : Dernier Round sort en 2006. Michael Jai White y reprend le rôle de George Chambers. Ce film introduit le personnage de Yuri Boyka incarné par Scott Adkins, qui reviendra dans Un seul deviendra invincible : Rédemption (2010) et Boyka : Un seul deviendra invincible (2016).